# دوا مالك
دوا مالك (بالإنجليزية: Dua Malik)‏ هي ملحنة ومغنية ومقدمة تلفزيونية باكستانية، ولدت في 1 يونيو 1994 في كويته في باكستان.

## وصلات خارجية
- دوا مالك على موقع IMDb (الإنجليزية)